# Benzani
Benzani (in croato Bencani) è un centro abitato istriano, frazione del comune di Portole (2,2 km da Portole).

## Storia

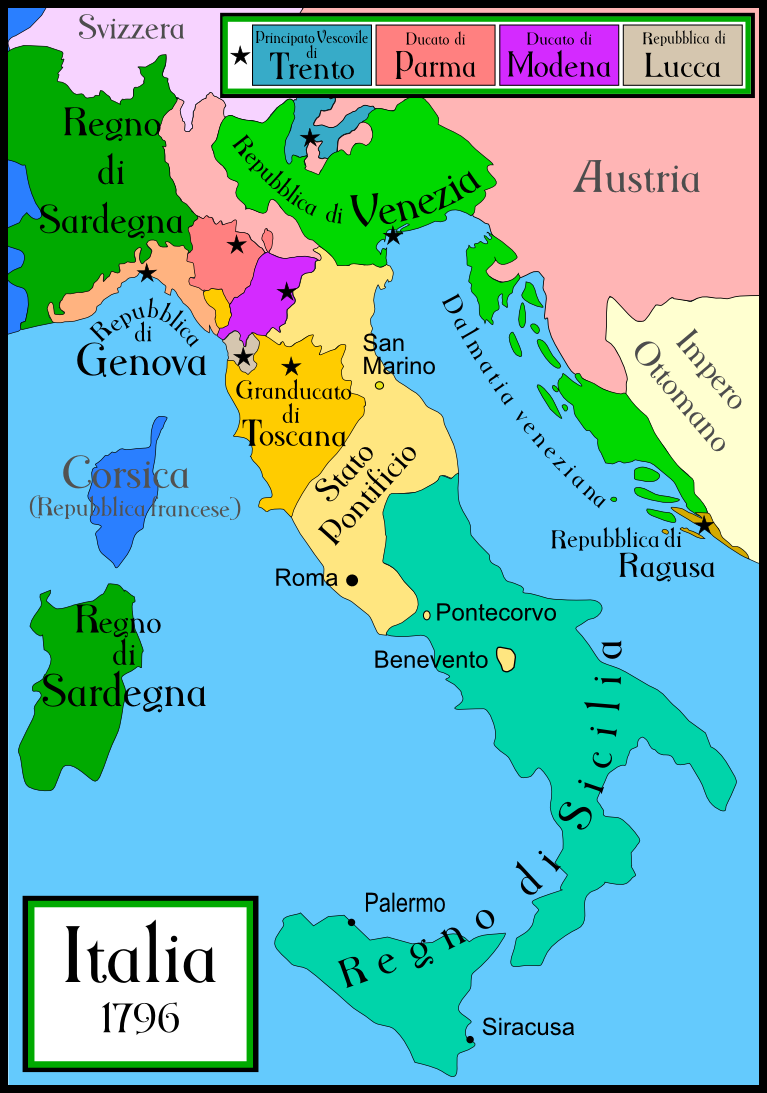
L'Italia nel 1796

Abitata da popolazioni venete fin dall'XI secolo, nel 1421 fu annessa alla Serenissima. Dopo la caduta di Venezia passò sotto il dominio austriaco. Per un breve periodo, in seguito alla conquista francese dell'Istria Benzani fu annessa al Regno d'Italia napoleonico, poi la cittadina tornò a far parte dell'impero austriaco.
In seguito al trattato di Rapallo la cittadina entrò a far parte dell'Italia.
In seguito alla seconda guerra mondiale, dalla quale l'Italia uscì sconfitta, la cittadina fu ceduta alla Jugoslavia.
L'annessione alla Jugoslavia segnò l'inizio di una politica di slavizzazione forzata, la quale assunse i contorni di una pulizia etnica, infatti in non pochi casi si arrivò all'eliminazione fisica degli italiani, gettati vivi nelle foibe. Altri italiani intrapresero la strada dell'esodo. Dal 1991 Benzani fa parte della Croazia.

## Società

### Evoluzione demografica
| 1880 | 1890 | 1900 | 1910 | 1948 | 1953 | 1961 | 1971 | 1981 | 1991 | 2001 | 2011 |
| 150  | 149  | 142  | 150  | 110  | 84   | 33   | 24   | 18   | 9    | 8    | 7    |

### Etnie
|          |          |  |       |       |
| -------- | -------- |  | ----- | ----- |
| Italiani | Italiani |  | 66,6% | 66,6% |
| Croati   | Croati   |  | 11.1  | 11.1  |
| Serbi    | Serbi    |  | 11.1  | 11.1  |